# Wangford with Henham
Wangford with Henham är en civil parish i distriktet East Suffolk i grevskapet Suffolk i England. Orten har 591 invånare (2011).